# 羅基博伊斯埃真西 (蒙大拿州)
羅基博伊斯埃真西（英語：Rocky Boy's Agency）是位於美國蒙大拿州希爾縣的普查規定居民點。

## 人口
根據2020年美國人口普查的數據，羅基博伊斯埃真西的面積為22.23平方千米，當中陸地面積為22.22平方千米，而水域面積為0.01平方千米。當地共有人口404人，而人口密度為每平方千米18.17人。